# Chi Nê
Chi Nê là thị trấn huyện lỵ của huyện Lạc Thủy, tỉnh Hòa Bình, Việt Nam.

## Địa lý
Thị trấn Chi Nê nằm ở phía đông huyện Lạc Thủy, có vị trí địa lý:
- Phía đông giáp xã Đồng Tâm và phường Ba Sao,thị xã Kim Bảng,tỉnh Hà Nam
- Phía tây giáp xã Khoan Dụ
- Phía nam giáp xã Yên Bồng
- Phía bắc giáp xã Phú Nghĩa.

Thị trấn Chi Nê có diện tích 14,82 km², dân số năm 2018 là 7.743 người, mật độ dân số đạt 522 người/km².

## Lịch sử
Phần lớn địa bàn thị trấn Chi Nê hiện nay trước đây là xã Lạc Long thuộc huyện Lạc Thủy.
Thị trấn Chi Nê được thành lập vào ngày 26 tháng 12 năm 1990 trên cơ sở điều chỉnh 444,5 ha diện tích tự nhiên của xã Lạc Long và 93 ha diện tích tự nhiên của xã Đồng Tâm.
Đến năm 2018, thị trấn Chi Nê có diện tích 6,33 km², dân số là 6.084 người, mật độ dân số đạt 961 người/km². Xã Lạc Long có diện tích 8,49 km², dân số là 1.659 người, mật độ dân số đạt 195 người/km².
Ngày 17 tháng 12 năm 2019, Ủy ban Thường vụ Quốc hội ban hành Nghị quyết số 830/NQ-UBTVQH14 về việc sắp xếp các đơn vị hành chính cấp huyện, cấp xã thuộc tỉnh Hòa Bình (nghị quyết có hiệu lực từ ngày 1 tháng 1 năm 2020). Theo đó, sáp nhập toàn bộ diện tích và dân số của xã Lạc Long vào thị trấn Chi Nê.